# Baltimore Bullets 1954-1955
La stagione 1954-55 dei Baltimore Bullets fu la 6ª e ultima nella NBA per la franchigia.
I Baltimore Bullets fallirono dopo 14 partite dall'inizio della stagione  e vennero classificati quinti nella Eastern Division con un record di 3-11.

## Roster
| N° | Naz.                   | Ruolo | Sportivo       | Anno | Alt. | Peso |
| -- | ---------------------- | ----- | -------------- | ---- | ---- | ---- |
| 7  | Stati Uniti (bandiera) | GA    | Al McGuire     | 1928 | 188  | 82   |
| 9  | Stati Uniti (bandiera) | GA    | Ken Murray     | 1928 | 188  | 86   |
| 10 | Canada (bandiera)      | C     | Bob Houbregs   | 1932 | 201  | 95   |
| 11 | Stati Uniti (bandiera) | GA    | Paul Hoffman   | 1925 | 188  | 88   |
| 12 | Stati Uniti (bandiera) | GA    | Al Roges       | 1930 | 193  | 88   |
| 17 | Stati Uniti (bandiera) | AC    | Don Henriksen  | 1929 | 201  | 102  |
| 18 | Stati Uniti (bandiera) | C     | Jim Neal       | 1930 | 211  | 107  |
| 19 | Stati Uniti (bandiera) | AC    | Connie Simmons | 1925 | 203  | 101  |
| 20 | Stati Uniti (bandiera) | G     | Rollen Hans    | 1931 | 188  | 95   |
| 22 | Stati Uniti (bandiera) | A     | Dan King       | 1931 | 198  | 100  |
| 28 | Stati Uniti (bandiera) | GA    | Frank Selvy    | 1932 | 191  | 82   |

## Staff tecnico
- Allenatore: Clair Bee (1-4) (fino al 10 novembre), Al Barthelme (2-7)
- Vice-allenatore: Al Barthelme (fino al 10 novembre)